# 小果鹤虱
小果鹤虱（学名：Lappula microcarpa）为紫草科鹤虱属的植物。分布于巴基斯坦、阿富汗、克什米尔、俄罗斯、伊朗以及中国大陆的西藏、新疆等地，生长于海拔700米至2,500米的地区，多生于山地阳坡和低山沟谷，目前尚未由人工引种栽培。